# Boris Vremšak
Boris Vremšak, slovenski skladatelj in zborovski pevec, * 20. april 1964, Koper.
Boris Vremšak izhaja iz glasbene družine, njegov oče je skladatelj Samo Vremšak, polsestra pa sopranistka Irena Baar. Na Akademiji za glasbo v Ljubljani je leta 1991 končal študij kompozicije v razredu Alojza Srebotnjaka. Profesionalno deluje kot pevec v Slovenskem komornem zboru. 
Njegov skladateljski opus je usmerjen v vokalne skladbe (zbori, samospevi in druga vokalno-instumentalna glasba). 